# Campionati europei di slittino 2008
I Campionati europei di slittino 2008 sono stati la 41ª edizione della competizione.
Si sono svolti a Cesana Pariol, in Italia.

## Medagliere
| Pos.   | Nazione  | Oro | Argento | Bronzo | Totale |
| ------ | -------- | --- | ------- | ------ | ------ |
| 1      | Italia   | 2   | 0       | 2      | 4      |
| 2      | Germania | 1   | 1       | 2      | 4      |
| 3      | Lettonia | 1   | 0       | 0      | 1      |
| 4      | Austria  | 0   | 2       | 1      | 3      |
| 5      | Russia   | 0   | 1       | 0      | 1      |
| Totale | Totale   | 4   | 4       | 5      | 13     |

## Podi
| Evento            | Oro                                                          | Argento                                                                | Bronzo                                                                           |
| Singolo Maschile  | Armin Zöggeler                                               | Al'bert Demčenko                                                       | David Möller                                                                     |
| Singolo Femminile | Natalie Geisenberger                                         | Silke Kraushaar-Pielach                                                | Veronika Halder                                                                  |
| Doppio            | Christian Oberstolz Patrick Gruber                           | Andreas Linger Wolfgang Linger                                         | Patric Leitner Alexander Resch Gerhard Plankensteiner Oswald Haselrieder         |
| Staffetta mista   | Lettonia Mārtiņš Rubenis Maija Tīruma Andris Šics Juris Šics | Austria Martin Abentung Veronika Halder Andreas Linger Wolfgang Linger | Italia Armin Zöggeler Sandra Gasparini Gerhard Plankensteiner Oswald Haselrieder |